# Шофрановка
Шофрановка (рум. Șofranovca) — село в Кантемирском районе Молдавии. Наряду с селом Кышла входит в состав коммуны Кышла.

## География
Село расположено на высоте 115 метров над уровнем моря.

## Население
По данным переписи населения 2004 года, в селе Шофрановка проживает 89 человек (39 мужчин, 50 женщин).
Этнический состав села:
| Национальность | Число жителей | Процентный состав |
| -------------- | ------------- | ----------------- |
| молдаване      | 79            | 88.76             |
| украинцы       | 7             | 7.87              |
| болгары        | 3             | 3.37              |
| Всего          | 89            | 100%              |